# Gare de Compans
Gare de Compans vasútállomás Franciaországban, Compans településen.

## Vasútvonalak
Az állomást az alábbi vasútvonalak érintik:
- La Plain-Hirson-vasútvonal

## Kapcsolódó állomások
A vasútállomáshoz az alábbi állomások vannak a legközelebb:
- Gare de Mitry - Claye (Paris Gare du Nord, Transilien Linie K)
- Gare de Thieux - Nantouillet (Gare de Crépy-en-Valois, Transilien Linie K)